# Pidhaine, Zdolbuniv
Pidhaine (în ucraineană Підгайне) este un sat în comuna Stara Moșceanîțea din raionul Zdolbuniv, regiunea Rivne, Ucraina.

## Demografie
Componența lingvistică a localității Pidhaine
     Ucraineană (100%)
Conform recensământului din 2001, toată populația localității Pidhaine era vorbitoare de ucraineană (100%).